# Hrvaški nogometaš leta
Hrvaški nogometaš leta (hrvaško: nogometaš godine) je najprestižnejša letna nogometna nagrada na Hrvaškem. Časnik Večernji list ga podeli najboljšemu hrvaškemu nogometašu v preteklem letu, ne glede na ligo, v kateri igrajo na podlagi točkovnega sistema, ki meri tako klubske kot državne nastope. Nagrada se običajno podeli na slovesnosti, ki jo priredi Hrvaška nogometna zveza.
Nagrada je bila ustanovljena leta 1972, do leta 1990 pa jo je dobil najboljši jugoslovanski igralec v preteklem letu. Od razpada Jugoslavije leta 1991 je nagrada podeljena najboljšemu hrvaškemu igralcu. Luka Modrić ima rekord največ podeljenih naslovov z devetimi nagradami, Davor Šuker je drugi s šestimi nagradami. Sledi jima Dado Pršo s tremi zmagami med letoma 2003 in 2005.
Leta 1995 je bila uvedena ločena nagrada, upanje leta (hrvaško: Nada godine). Podeljuje se najboljšemu mlademu hrvaškemu igralcu. Od leta 2020 sta obe nagradi Upanje leta in Nogometaš leta prejela le Ivica Olić in Luka Modrić.

## Seznam zmagovalcev
- 1972 - Dušan Bajević

- 1973 - Enver Marić

- 1974 - Josip Katalinski

- 1977 - Dražen Mužinović

- 1978 - Nenad Stojković

- 1982 - Ivan Gujdelj

- 1985 - Blaž Sliković

- 1986 - Semir Tuce

- 1989 - Dragan Stojković

- 1990 - Robert Prosinečki

- 1991 - Zvonimir Boban

- 1993 - Alan Bokšić

- 1997 - Davor Šuker

- 1998 - Davor Šuker

- 2000 - Nenad Bjelica

- 2005 - Dado Pršo

- 2007 - Luka Modrić

- 2008 - Luka Modrić

- 2011 - Luka Modrić

- 2012 - Mario Mandžukić

- 2015 - Ivan Rakitić

- 2018 - Luka Modrić

- 2020 - Luka Modrić